# Сидеро
Сидеро (на старогръцки: Σιδηρώ, Sidero, „Желязната“) в древногръцката митология е втората съпруга на Салмоней, цар на Елида и мащеха на Тиро.
След смъртта на Алкидика тя се омъжва за Салмоней, но тероризира заварената си дъщеря Тиро. Синът на Тиро Пелий я убива на олтара в храма на Хера, където е избягала. Така той и разгневява майката богиня.